# Zeinabou Mindaoudou Souley
 (mai 2023).
Zeinabou Mindaoudou Souley, née en 1964, est une physicienne nigérienne, présidente de la Haute Autorité nigérienne à l'énergie atomique (HANEA) et directrice de la division du Centre international de données à l'Organisation du traité d'interdiction complète des essais nucléaires (OTICE).

## Formation
Mindaoudou Souley est docteure en physique appliquée après avoir obtenu son doctorat en 2002 (Étude d'un capteur optique pour des mesures dimensionnelles sur des pièces mécaniques brutes de fraisage) sous la direction de Jean-Pierre Berthier à l'université de Paris 13, Villetaneuse. 

## Fonctions
Zeinabou Mindaoudou Souley commence sa carrière en tant que chercheuse à l'université Abdou Moumouni (UAM) de Niamey. De 1990 à 1998 elle est doyenne du laboratoire d'électronique de l'IRI (UAM) ; de 1998 à 2005 elle devient directrice-adjointe du département de physique et de chimie nucléaires avant d’en devenir la directrice de 2005 à 2012 ainsi que cheffe du laboratoire d'instrumentation nucléaire et de TIC de l'Institut des radio-isotopes (IRI).
À partir de 2011, parallèlement à ses autres fonctions, elle reste chargée de cours à la Faculté des sciences et techniques de l'UAM jusqu’en 2021.
Zeinabou Mindaoudou Souley est conseillère spéciale pour les applications nucléaires auprès du président de la République du Niger de 2012 à 2014.
De 2014 à 2021, elle est présidente de la Haute Autorité nigérienne à l'énergie atomique (HANEA), qui est l'autorité nationale placée sous la tutelle de la Présidence de la République,. La HANEA héberge le Centre national de données (CND) du pays et exploite et gère les stations PS26 et RN48 du Système de surveillance international (SSI). Durant cette période, elle est également gestionnaire de la station et Point de contact principal (PPoC) pour l'OTICE (l'Organisation du traité d'interdiction complète des essais nucléaires) et supervise l'installation et la certification de la RN48 à Agadès.
De 2014 à 2018, elle est également agent de liaison national (ALN) pour l'Agence internationale de l'énergie atomique (AIEA). De 2016 à 2021, elle est vice-présidente du groupe de travail B de l'OTICE.
De 2018 à 2020, Zeinabou Mindaoudou Souley devient gouverneure de la République du Niger au Conseil des gouverneurs de l'AIEA.
Zeinabou Mindaoudou Souley est depuis mars 2021 la directrice de la division du Centre international de données (IDC) à l'Organisation du traité d'interdiction complète des essais nucléaires (OTICE),,.
Zeinabou Mindaoudou Souley est également membre fondatrice du Réseau des femmes en sciences et technologies du Niger, du Réseau des femmes dans le nucléaire du Niger et du Forum des autorités de sûreté et de sécurité nucléaires des pays du G5 Sahel et du Sénégal.